# Județul Kaunas
Kaunas este un județ în Lituania.
1. ↑  Visuotinė lietuvių enciklopedija